# Église Saint-Marc de Vau i Dejës
L'église Saint-Marc de Vau i Dejës est une église en ruines située à Vau i Dejës, dans la préfecture de Shkodër, en Albanie. Elle se trouve au sein du château de Vau i Dejës. Elle est protégée comme Monument culturel d'Albanie.